# یواس‌سی‌جی‌سی سیتروس (دبلیوال‌بی-۳۰۰)
یواس‌سی‌جی‌سی سیتروس (دبلیوال‌بی-۳۰۰) (به انگلیسی: USCGC Citrus (WLB-300)) یک کشتی است که طول آن ۱۸۰ فوت (۵۵ متر) می‌باشد. این کشتی در سال ۱۹۴۲ ساخته شد.